# شورای قیمومت سازمان ملل متحد
شورای قیمومت سازمان ملل متحد (به انگلیسی: United Nations Trusteeship Council)، یکی از ارکان اصلی سازمان ملل متحد است؛ که برای کمک به حصول منافع، صلح، اعتماد و امنیت بین‌المللی ساکنان سرزمین‌هایی که دارای استقلال نیستند، تأسیس شد. شورای قیمومت در ۱۹۴۵ بر اساس منشور تشکیل شد. این رکن همانند شورای اقتصادی و اجتماعی تحت نظر مجمع عمومی عمل می‌کند.

## نظام قیمومت بین‌المللی
نظام قیمومت ادامهٔ نظام نمایندگی یا سرپرستی جامعهٔ ملل است. سازمان ملل متحد بر اساس فصل ۱۲ منشور، نظام قیمومت بین‌المللی را برای اداره و سرپرستی سرزمین‌های غیر خود مختار (سرزمین تحت قیمومت) که معمولاً به وسیلهٔ کشورهای پیشرفته اداره می‌شوند، به وجود آورد. این دولت‌ها تحت نظارت سازمان ملل اداره این سرزمین‌ها را تا رسیدن به استقلال بر عهده داشتند.
نظام قیمومت شامل سرزمین‌های زیر می‌شود:
1. سرزمین‌هایی که پس از جنگ جهانی اول به وسیلهٔ جامعهٔ ملل ایجاد شده بود (سرزمین‌های تابع نظام سرپرستی)؛
2. سرزمین‌هایی که در نتیجهٔ جنگ جهانی دوم از کشورهای دشمن جدا شدند؛

۳. سرزمین‌هایی که به میل و ارادهٔ کشورهای مسئول ادارهٔ آن‌ها تحت این نظام گذاشته شد.

هدف نظام قیمومت کمک به پیشرفت سیاسی، اقتصادی، اجتماعی، آموزشی ساکنان این سرزمین‌ها و حرکت در جهت آزادی و استقلال سرزمین‌های تحت قیمومت است.

## شورای قیمومت

جهان در ۱۹۴۵، سرزمین‌های تحت قیمومت سازمان ملل به رنگ سبز

شورای قیمومت بر اساس فصل سیزدهم منشور، نظارت بر نظام قیمومت بین‌المللی را بر عهده دارد و همچنین باید اطمینان حاصل کند که آیا دولت‌هایی که اداره سرزمین‌های تحت قیمومت را بر عهده دارند در پیش‌برد هدف‌های مادی و معنوی و استقلال این سرزمین‌ها اقدامات کافی را انجام داده‌اند. شورای قیمومت یک رکن بین‌الدولی است و اعضای آن شامل ۳ دسته است:
1. اعضای اداره‌کنندهٔ سرزمین‌های تحت قیمومت؛
2. اعضای اصلی شورای امنیت که عضو دائم این شورا هستند؛
3. اعضایی که از طرف مجمع عمومی برای یک دوره سه ساله انتخاب می‌شوند تا آن حد که مجموع عدهٔ اعضای شورای قیمومت به‌طور تساوی بین اعضا اداره‌کنندهٔ سرزمین‌های تحت قیمومت و سایر اعضا تقسیم گردد.[۳][۷]

### وظایف و اختیارات شورای قیمومت
این شورا موظف است گزارش‌های سالانهٔ نهادهای اداره‌کننده را دریافت و بررسی نماید. شکایات و نظرات افراد یا گروه‌های موجود در سرزمین‌های تحت قیمومت را بررسی نماید و با موافقت دولت‌های اداره‌کننده به‌طور متناوب از این سرزمین‌ها بازدید نماید. شورای قیمومت باید سالی یک‌بار به مجمع عمومی گزارش دهد و همچنین سالانه یک‌بار در ماه ژوئن تشکیل جلسه دهد.

## خاتمهٔ نظام قیمومت

جهان در ۲۰۰۰، به استقلال رسیدن تمامی سرزمین‌های تحت قیمومت

با اجرای اصل حق ملت‌ها در تعیین سرنوشت خود توسط سازمان ملل متحد و به خصوص فعالیت کمیتهٔ خاص برای اجرای اعلامیه اعطای استقلال به سرزمین‌ها و مردم تحت استعمار کلیهٔ سرزمین‌های تحت قیمومت تا ۱۹۹۴ به خودمختاری و استقلال دست یافتند. در سال‌های نخست تشکیل سازمان ملل متحد ۱۱ سرزمین تحت قیمومت وجود داشت که تمامی این‌ها در طول سال‌ها به استقلال دست یافتند. آخرین موردی که ایالات متحده آمریکا آن را اداره می‌کرد جزایر پالائو در اقیانوس آرام بود. در سال ۱۹۹۴ قرارداد قیمومت سازمان ملل بر این سرزمین لغو گردید. با استقلال پالائو که ۱۸۵مین عضو سازمان ملل محسوب می‌شود نظام قیمومت خاتمه یافت.

در نتیجهٔ این امر، مجمع عمومی بر اساس تصمیم مورخ ۱۹ دسامبر ۱۹۶۷ دیگر عضو انتخابی برای شورای قیمومت انتخاب نکرد و در حال حاضر اعضای شورای قیمومت محدود به پنج عضو دائم شورای امنیت (چین، ایالات متحده آمریکا، روسیه، فرانسه، انگلیس) گردیده‌است. با این حال شورای قیمومت با تغییر در آیین کار خود، اکنون بر حسب ضرورت و هر وقت که لازم باشد تشکیل جلسه می‌دهد.